# Iris capnoides
Iris capnoides là một loài thực vật có hoa trong họ Diên vĩ. Loài này được (Vved.) ined. miêu tả khoa học đầu tiên.